# 田中志津
田中 志津（たなか しづ、1917年（大正6年）1月20日 - 2024年（令和6年）11月3日）は、日本の女性作家。日本文藝家協会会員。本名は田中 シヅ。

## 年譜
新潟県北魚沼郡小千谷町に生まれる。1966年（昭和41年）に随筆日記「雑草の息吹」が「今日の佳き日は」としてNHKで放送される。長女の佐知がFM放送で2001年（平成13年）に『佐渡金山を彩った人々』を全編朗読し、2003年（平成15年）には『冬吠え』を全編朗読した。
2005年（平成17年）、佐渡金山に「田中志津文学碑」（佐渡金山顕彰碑）が建立され、2010年（平成22年）には新潟県小千谷市船岡公園に「田中志津生誕之碑」が建立された。2011年（平成23年）には福島県いわき市の入院先病院で東日本大震災に罹災した。
2013年（平成25年）に『田中志津全作品集』を武蔵野書院より刊行し、2021年（令和3年）に『百四歳・命のしずく』を牧歌舎より刊行した。
2024年（令和6年）11月3日午前5時58分、老衰のため福島県いわき市の病院で死去。107歳没。

## 作品一覧
- 『信濃川』（1971年、光風社書店）
- 『遠い海鳴りの町』（1977年、光風社書店）
- 『佐渡金山の町の人々』（1990年）
- 『冬吠え』（1991年、光風社出版）
- 『佐渡金山を彩った人々』（2001年、新日本教育図書）
- 『田中志津全作品集』（2013年、武蔵野書院）
- 『志津回顧録 短歌と随筆で綴る齢97の光彩』武蔵野書院 2014
- 『年輪 随筆集』武蔵野書院 2015
- 『雲の彼方に 歌集』KADOKAWA 2015
- 『田中志津執筆の系譜 作家・田中志津が自身の作品について語る』武蔵野書院 2016
- 『百四歳・命のしずく』牧歌舎 2021

### 共著
- 『邂逅の回廊(コリドー) 田中志津・行明交響録』田中行明共著 武蔵野書院 2014